# Johannes Caprez
Johannes Caprez (* 6. Januar 1701 in Trin; † 4. September 1777 in Ilanz) war ein Schweizer evangelischer Geistlicher und Pietist.

## Leben
Johannes Caprez war der Sohn von Christian Caprez und dessen Ehefrau Anna geb. Domenig.
Nach dem Besuch der Schule wurde er 1720 gemeinsam mit Daniel Willi, Johannes Buol, Johann Jacob Loretz, Christian Grest, Lucius Pfister, Lucius Gabriel, Jacob Conrad, Joseph Planta, Caspar Riedi und Daniel Sutter an der Universität Basel immatrikuliert; im gleichen Jahr erfolgte auch seine Aufnahme in das Bündner Pfarrkollegium. Danach war er Lehrer in Thusis und im Palazzo Castelmur.
In der Zeit von 1723 bis 1729 war er als Pfarrer in Castrisch, von 1729 bis 1756 in Trin und von 1756 bis 1777 in Ilanz tätig. 1767 wurde er Dekan des Grauen Bundes.
Er galt als ein Verfechter der Herrnhuter in der Bündner Synode. Johannes Caprez war mit Emilia verheiratet, Tochter des Dekans Christoffel von Casutt.

## Schriften (Auswahl)
- David Hollatz; Johannes Caprez: La Via Da La Grazia Tras la quala ilg Puccont ven manaus tiers Cunaschienscha da Sasez. Squitschau à Lindau: tras Jacob Otto, 1767